# Аккольський сільський округ (Екібастузька міська адміністрація)
Акко́льський сільський округ (каз. Ақкөл ауылдық округі, рос. Аккольский сельский округ) — адміністративна одиниця у складі Екібастузької міської адміністрації Павлодарської області Казахстану. Адміністративний центр — село Акколь.
Населення — 809 осіб (2021; 1333 у 2009, 1893 у 1999, 2735 у 1989).
Станом на 1989 рік існувала Аккольська сільська рада (села Акколь, Жаксат, Зелена Роща, Міяли, Ортакога, Присовхозний) колишнього Екібастузького району. Село Ортакога було ліквідовано 2000 року, село Міяли — 2002 року, село Присовхозний — 2012 року.

## Склад
До складу округу входять такі населені пункти:
| Населений пункт    | Старі назви | Населення, осіб (1989) | Населення, осіб (1999) | Населення, осіб (2009) | Населення, осіб (2021) |
| ------------------ | ----------- | ---------------------- | ---------------------- | ---------------------- | ---------------------- |
| Акколь, село       | -           | 1377                   | 977                    | 843                    | 485                    |
| Жаксай, село       | Жаксат      | 216                    | 138                    | 107                    | 57                     |
| Зелена Роща, село  | -           | 477                    | 384                    | 347                    | 267                    |
| Міяли, село        | -           | 231                    | 179                    | -                      | -                      |
| Ортакога, село     | -           | 191                    | 869                    | -                      | -                      |
| Присовхозний, село | -           | 243                    | 129                    | 36                     | -                      |